# Yacimientos de Torralba y Ambrona
Para los yacimientos neolíticos cercanos, véase Yacimientos neolíticos del Valle de Ambrona.
Los yacimientos de Torralba y Ambrona (Soria, España) son dos yacimientos paleontológicos y arqueológicos que corresponden a varios niveles fosilíferos con industria lítica achelense (Paleolítico Inferior) asociada, de hace al menos unos 350 000 años (Chibaniense, Pleistoceno medio). De estos yacimientos se han obtenido fósiles de grandes mamíferos, principalmente elefantes (Palaeoloxodon antiquus), con restos de casi medio centenar de individuos de cada yacimiento, además de grandes bóvidos y caballos. Se ha propuesto un modelo de formación tipo cementerio de elefantes, similar a los actuales africanos. Asimismo muestran evidencias de sucesivas ocupaciones por seres humanos, como estación de caza o, más probablemente, carroñeo y despiece. Los yacimientos, tradicionalmente estudiados en conjunto, están distantes unos 3 km, y pertenecen a las localidades de Ambrona (término municipal de Miño de Medinaceli) y Torralba del Moral (término municipal de Medinaceli).
Conocidos desde finales del siglo XIX, fueron excavados primero por el Marqués de Cerralbo entre 1909 y 1914, más tarde, a inicios de los 60 y principios de los 80, por el estadounidense F. Clark Howell con la colaboración del paleontólogo Emiliano Aguirre y posteriormente, en los 90, se realizaron nuevas campañas a cargo de Manuel Santonja y Alfredo Pérez-González. Los restos procedentes de las diferentes excavaciones se encuentran repartidos, principalmente, entre el Museo Nacional de Ciencias Naturales, el Museo Arqueológico Nacional, el Museo Numantino de Soria y el museo in situ de Ambrona.
Fueron declarados Bien de Interés Cultural en la categoría de «zona arqueológica» el 7 de septiembre de 1995. Asimismo están declarados como «Lugar de interés geológico español de relevancia internacional» (Geosite) por el Instituto Geológico y Minero de España, con las denominaciones «VP-07: Loma del Saúco, Torralba» y «VP-07b: Loma de los Huesos, Ambrona», dentro de la categoría «yacimientos de vertebrados del Plioceno-Pleistoceno español».

## Historia

### 1888: descubrimiento
Los primeros restos aparecieron en 1888, con las obras de canalización del agua que una empresa belga estaba realizando para la primera estación de ferrocarril de Torralba (trasladada posteriormente dos veces, antes de 1926 y en 1959). Parte de aquel material fue adquirido por la Escuela Superior de Minas de Madrid y el resto repartido entre particulares.

### 1909-1916: el Marqués de Cerralbo
«El yacimiento de Torralba es infinitamente precioso para la prehistoria española y es una alegría que esté en manos de alguien tan ilustrado y con tan poderosos medios de acción como el marqués de Cerralbo. Su estudio, científico y metódico, seguirá sin descanso. ¡Podría llegar a descubrir los esqueletos de algunos cazadores de elefantes!»
H. Breuil, 1910

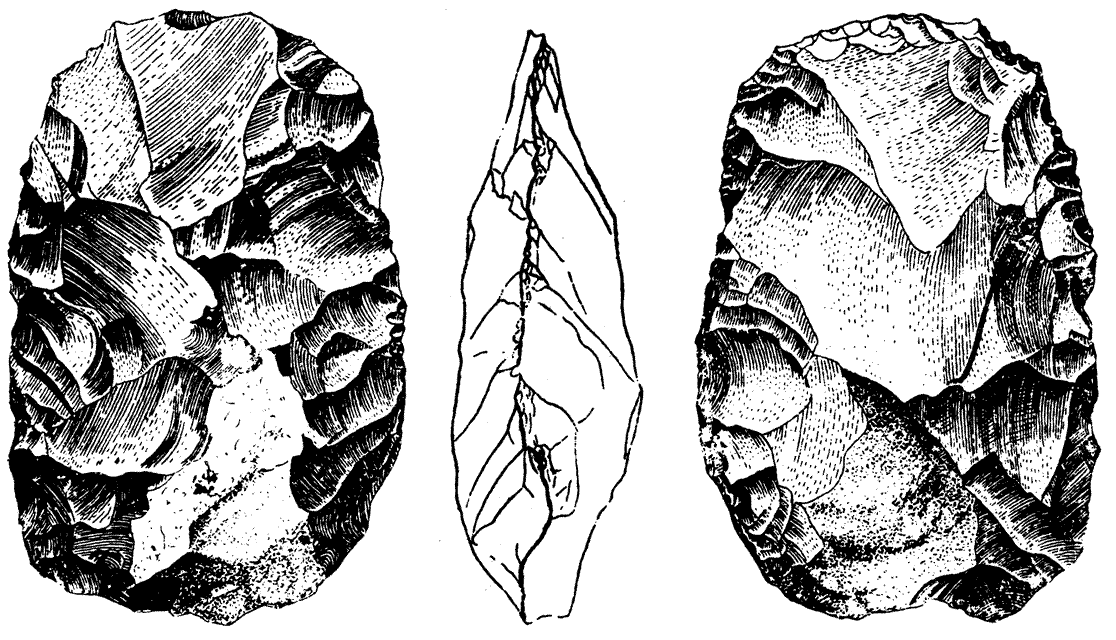
«Hacha de mano» de calcedonia de Torralba. Ilustración de Obermaier (1925, pág. 194).

Las primeras excavaciones fueron realizadas por Enrique de Aguilera y Gamboa, marqués de Cerralbo, primero en Torralba de 1909 a 1913 y posteriormente en Ambrona de 1914 a 1916, y han sido consideradas como las mejor realizadas de la primera mitad del siglo XX.
En 1907, cuando el Marqués de Cerralbo veraneaba en Santa María de Huerta, tiene noticia de la aparición de «colosales» osamentas de elefantes; tras visitar el lugar y consciente, desde el principio, de la antigüedad de los restos, decide emprender y costear él mismo las excavaciones, esperando encontrar pruebas de su sincronía con el hombre «más primitivo». Las inició en 1909 —un año después de tomar posesión como Académico Numerario de la Real Academia de la Historia— y estableció su taller paleontológico en un palacio de su propiedad en Santa María de Huerta, localidad relativamente próxima.
Cerralbo excavó entre 1000 y 2000 m² del yacimiento de Torralba y una superficie desconocida, pero mucho menor, del de Ambrona. Los elementos paleontológicos recuperados supusieron 525 restos de elefante (Palaeoloxodon antiquus), 86 de caballo (Equus caballus torralbae), 37 de un gran bóvido (Bos primigenius), 25 de ciervo (Cervus elaphus) y 3 de rinoceronte (Stephanorhinus hemitoechus), y la industria lítica supuso un total de 557 ejemplares, entre bifaces, hendedores, lascas, núcleos y cantos tallados.
Acompañaron a Cerralbo en sus excavaciones el arqueólogo Juan Cabré, el geólogo Pedro Palacios y el paleontólogo francés Édouard Harlé.
La difusión internacional de los trabajos en Torralba fue debida, por un lado, a la comunicación que presentó el propio Marqués de Cerralbo en el congreso internacional de Prehistoria que se celebró en Ginebra en 1912, a la que acompañó con una muestra de sus descubrimientos, y, por otro lado, al libro del paleontólogo alemán Hugo Obermaier, El hombre fósil —obra de referencia durante el primer tercio del siglo XX—, en la que describe los hallazgos de Torralba, publicado originalmente en español en 1916, con una segunda edición ampliada en 1925 que se tradujo al inglés.

### 1961-1983: Howell y Aguirre

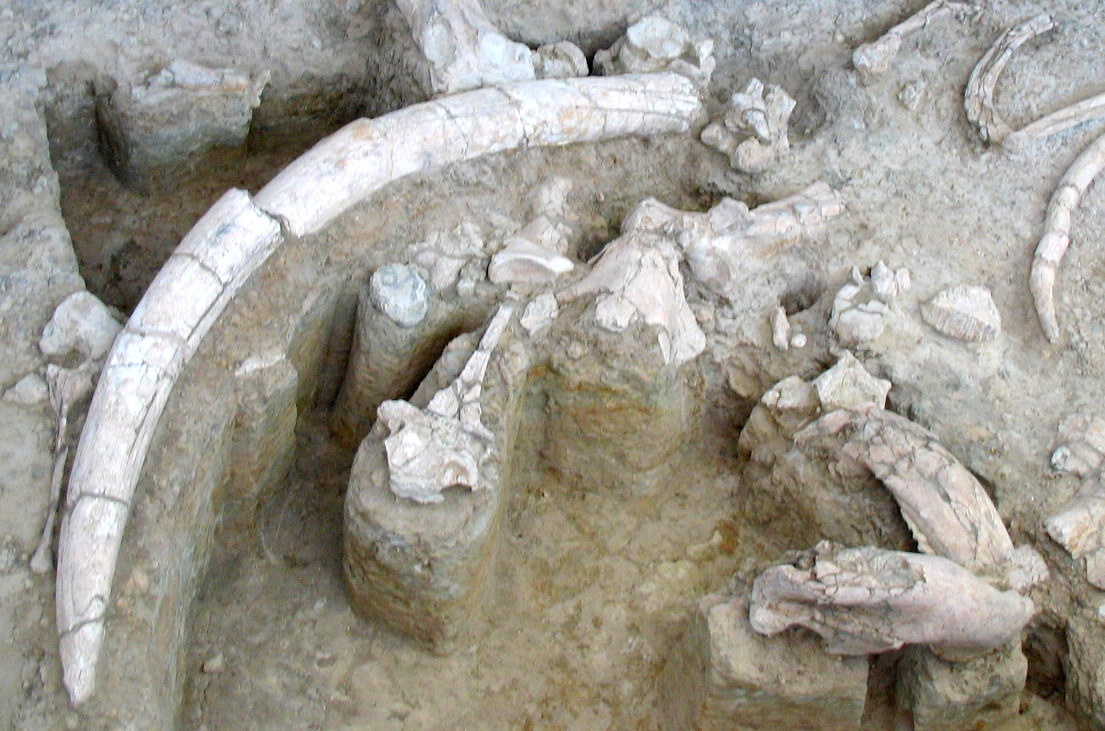
Detalle de la excavación de Howell de 1963 conservada in situ, con restos del elefante Palaeoloxodon antiquus (el taxón más representado en el yacimiento): una defensa, una vértebra, una mandíbula (boca abajo) y algunas costillas, entre otros.

El antropólogo estadounidense Francis Clark Howell dirigió seis campañas de excavación en Torralba y Ambrona, entre los años 1961 a 1963 y en 1980, 1981 y 1983. Entre los resultados de sus investigaciones pareció haberse demostrado la práctica de la caza activa por parte de los grupos humanos de la época —hipótesis discutida posteriormente, en favor del carroñeo ocasional—. Asimismo restos carbonosos parecían indicar la presencia de hogares: el uso intencionado y controlado del fuego.
En 1959, en el transcurso del Congreso Panafricano de Prehistoria y Estudios del Cuaternario, en el que John Desmond Clark estaba exponiendo el concepto de «sitios de ocupación», el arqueólogo español Luis Pericot (Universidad de Barcelona) interesó a los antropólogos F. Clark Howell (Universidad de Chicago) y Pierre Biberson (Museo del Hombre de París), en los trabajos que había realizado el Marqués de Cerralbo en Torralba y su concepto de «estación», muy similar al que estaban debatiendo.
Howell visitó Ambrona y Torralba en 1960. Consiguió la financiación y los permisos para excavar, ayudado por Biberson, que también pudo aportar algo de financiación a los trabajos. Se planteó un equipo internacional multidisciplinar y una metodología de trabajo moderna.
En las diferentes campañas de 1961 a 1963 formaron parte de los equipos de Howell: Pierre Biberson (Museo del Hombre de París, subdirector de las excavaciones y responsable del área de Ambrona), Emiliano Aguirre (Museo Nacional de Ciencias Naturales, paleontología de vertebrados), Dolores Echaide (Univ. de Zaragoza, representante en 1961 de la Dirección General de Bellas Artes), Francisco Jordá Cerdá (catedrático en la Univ. de Salamanca, delegado de Bellas Artes en 1962-63), Desmond Collins (Univ. de Cambridge, Reino Unido), Peter Taylor, Richard G. Klein, Blanca Izquierdo, José Viloria (MNCN, preparación y restauración de fósiles), Karl W. Butzer (Universidad de Wisconsin, edafología y geología), Josefina Menéndez Amor (MNCN) y F. Florschutz (palinología y paleobotánica), Leslie Gordon Freeman (Univ. Chicago, registro), Thomas Lynch (Univ. Chicago), Susan Tax (dibujante), varios estudiantes españoles y estadounidenses y más de veinte operarios de la zona.
Se trazaron cuadrículas, se levantaron perfiles estratigráficos y se sigló y etiquetó cada resto extraído. Como ejemplo de minuciosidad, las muestras de polen se tomaron de la arcilla adherida entre los dientes de los elefantes, para acercarse lo más posible al ambiente existente durante la acumulación de los restos.
En 1973 Aguirre dirigió la excavación sistemática de más de 200 m² alrededor del museo de Ambrona, construido diez años antes, necesaria para corregir las humedades que lo ponían en peligro, recuperando más fósiles e industria lítica.
Las últimas campañas de Howel se realizaron en 1980, 1981 y 1983. La posibilidad de encontrar algún fósil humano facilitó nuevos apoyos económicos, incluso de la National Geographic Society. Para las excavaciones y análisis de muestras de estas campañas contó con el siguiente equipo: codirectores: Leslie Gordon Freeman (industria lítica) y Martín Almagro Basch (director del Museo Arqueológico Nacional); investigadores: Emiliano Aguirre, Karl W. Butzer, Richard G. Klein, M.ª Teresa Alberdi, A. Azzaroli, J. Bischoff, T. E. Cerling, Katherine Cruz-Uribe, Ignacio Doadrio, Frank Harrold, Manuel Hoyos, P. Preece, Antonio Sánchez-Marco (aves), F. Borja Sanchiz (anfibios), H. P. Schwarcz, Carmen Sesé (micromamíferos), Kathy Schick, N. P. Toth y Charles Turner.
En el conjunto de sus campañas, Howell excavó más de 1000 m² en Torralba, recuperando cerca de 700 instrumentos líticos y más de 2100 fósiles, y unos 2700 m² en Ambrona, con más de 4400 instrumentos líticos y varios miles de fósiles (de ellos más de 2000 de elefantes).
Las investigaciones de estos años dieron lugar a un elevado número de publicaciones científicas sobre todos los aspectos relacionados, paleontología, arqueología, geología, paleoclimatología, etc., pero destacando, por su impacto social, las relacionadas con las presuntas actividades cinegéticas del hombre primitivo.

### 1990-2002: Santonja y Pérez-González

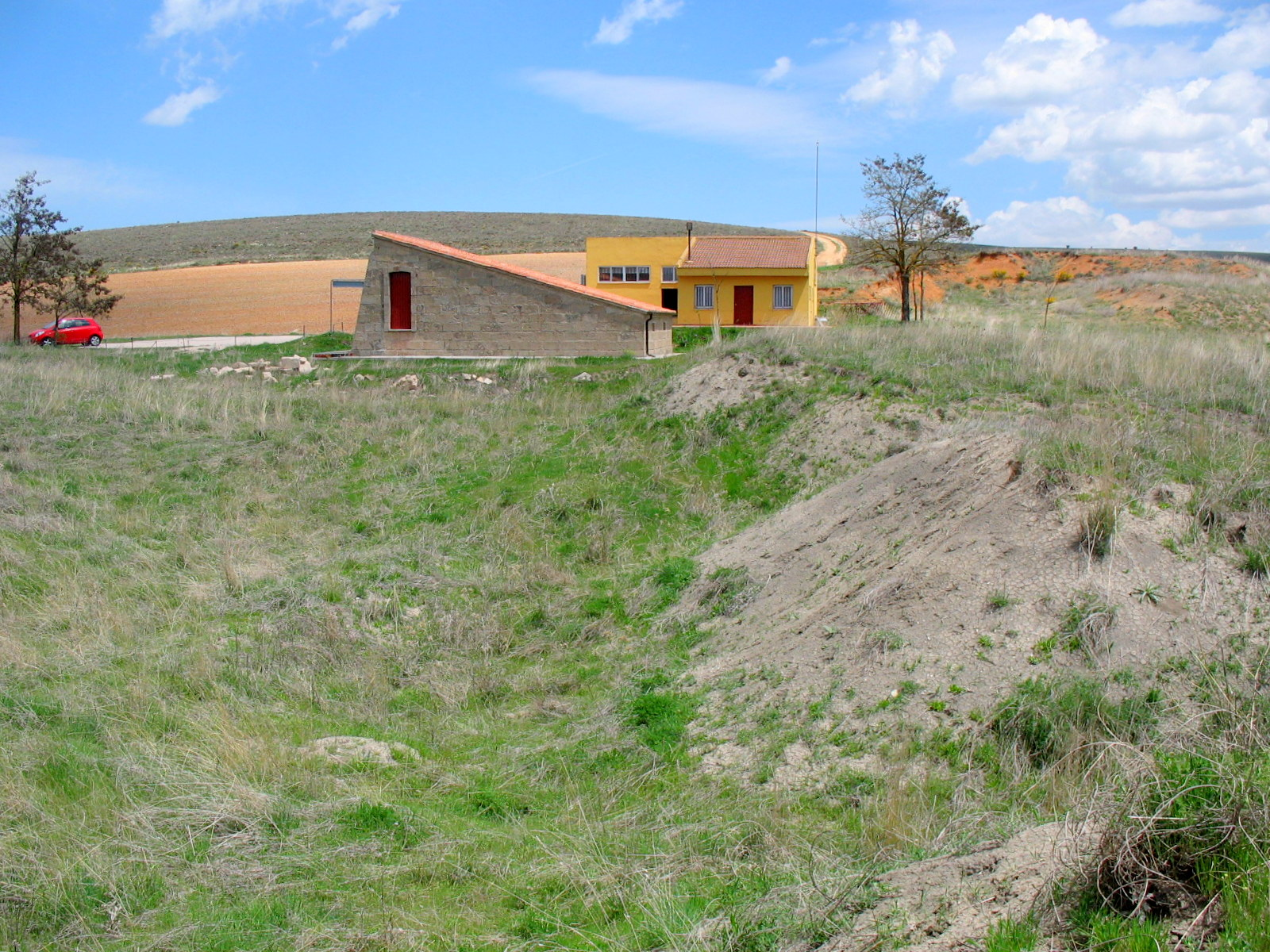
Aspecto del yacimiento de Ambrona en 2012. Las trincheras de las excavaciones se aprecian en primer plano y tras los edificios del museo.

A raíz de los resultados de Howell y colaboradores se desataron, en los años siguientes, amplias discusiones sobre algunas conclusiones relativas al comportamiento humano, principalmente las relacionadas con la caza activa o el uso de instrumentos de hueso. Con el fin de establecer un modelo de formación preciso de los yacimientos, el arqueólogo Manuel Santonja y el geólogo Alfredo Pérez-González plantearon y codirigieron una nueva etapa de excavaciones, enfocada principalmente a establecer con precisión la geología y la estratigrafía detallada de los mismos. El planteamiento se basaba en la realización, previa a la excavación sistemática, de catas y secciones para el análisis estratigráfico detallado, ya que la excavación simultánea en amplias áreas podría llevar a la confusión entre facies muy similares, mezclando niveles que deberían diferenciarse con este otro método. Los trabajos se iniciaron los años 1990 y 1991, con la elaboración de estudios geológicos en superficie complementados con algunos sondeos, y las campañas principales de excavación se realizaron, esta vez sólo en Ambrona, los veranos de 1993 a 2000, sin interrupción, realizándose alguna toma de muestras complementaria y otros ensayos entre 2001 y 2002.
El equipo contó con numerosos especialistas: Carmen Sesé y Enrique Soto (mamíferos), Paola Villa (tafonomía), Blanca Ruiz Zapata (palinología), Rafael Mora (zona de Torralba, registro y cartografía), Josep María Parés (paleomagnetismo), Ángel Baltanás (ostrácodos), Ignacio Doadrio (peces), Ascensión Pinilla (fitolitos), Borja Sanchiz (anfibios y reptiles), Antonio Sánchez Marco (aves), Juan M. Rodríguez de Tembleque, Joaquín Panera y Susana Rubio (arqueología), Christophe Falguères (dataciones), Alfonso Benito Calvo (geología), C. Álvaro Chirveches, M. Vilà Margalef y Alexandra Vicént (consolidación y restauración). La excavaciones fueron realizadas por un gran número de estudiantes de arqueología, llegando a superar el medio centenar en una de las campañas.
En Ambrona se excavaron un total de 688 m² y se realizaron algunos sondeos y catas de control en Torralba. Se obtuvieron unos 975 ejemplares de industria lítica, sin embargo la mayoría los restos paleontológicos se dejaron sin extraer, consolidados, cubiertos de nuevo y protegidos para evitar su deterioro y expolio, en previsión de una posible ampliación futura de la exhibición museística in situ a una extensión mucho mayor del yacimiento.
A los trabajos siguieron numerosas publicaciones, destacando un extenso volumen monográfico de la revista Zona Arqueológica (vol. 5, 2005).

## Geología
Los sedimentos en los que se integran los yacimientos corresponden a antiguos depósitos fluvio-lacustres, discordantes, por un suave paleorrelieve local, sobre los materiales triásicos de la zona (constituidos localmente por lutitas y yesos en facies de tipo Keuper). Se ubicaban en el fondo plano e impermeable de un valle alargado procedente de un antiguo poljé, entonces ya abierto y en proceso de erosión.

### Estratigrafía
El yacimiento de Ambrona se ubica en la «formación Ambrona», cuyo espesor de sedimentos, en conjunto, no superaría los ocho metros. Se han identificado siete niveles o litofacies, agrupadas en tres miembros: uno inferior (niveles AS1 a AS5) —gravas, limos grises y arcillas—, otro medio (AS6) —arenas y limos grises— y el superior (AS7) —gravas y arenas rojas—. El nivel AS3 (limos y arcillas) está localmente erosionado, apoyándose AS4 directamente sobre AS2 en algunos puntos. La base, discordante, corresponde a facies de canal de abanicos aluviales (AS1 y AS2). El nivel AS3 ha sido interpretado como de ambiente lacustre. El resto de los miembros inferior y medio (AS4 a AS6) se interpretan como depositados en ambientes fluvio-lacustres someros de baja energía, con algunos sedimentos de cauce y desbordamiento. El miembro superior (AS7), de granulometría mayor que los precedentes, corresponde de nuevo a facies de abanico aluvial, en las que no se han encontrado ni fósiles ni industria lítica.
El yacimiento de Torralba, a su vez, está integrado en la Formación Torralba. Sería más reciente que la de Ambrona, formada en un momento posterior, no determinable, del encajamiento de la red fluvial en el valle, aunque Aguirre supone un probable solapamiento temporal entre los miembros superiores de Ambrona y los inferiores de Torralba. El espesor máximo reconocido de esta formación supone unos 15 metros. En 1965, Butzer diferenció trece unidades en la columna estratigráfica, agrupadas en dos «complejos», ambos con fósiles e industria lítica:
- Complejo inferior, de tonos grises, caracterizado por gravas, arenas y margas (unidades IIa a IId, IIIa, IIIb, IVa y IVb).
- Complejo superior, de colores rojizos, compuesto por arenas, margas y gravas (unidades Va a Vd).

Por encima de la Formación Torralba se superpone la Formación Sahuco, del Pleistoceno Superior, ausente en Ambrona.

### Datación
Combinando los métodos de resonancia paramagnética electrónica (RPE) y uranio-torio (U-Th), sobre el esmalte y la dentina de dientes de caballo, se ha obtenido una datación absoluta no inferior a 350 000 años, contemporánea de OSI 9 o final de OSI 11.
Los estudios de paleomagnetismo han dado en todas las muestras de Ambrona un valor de polaridad normal, coherente con el cron Brunhes, el actual, que se inició hace 779 000 años.

## Paleontología

### Sistemática
Las listas de taxones identificados en los yacimientos han ido variando a lo largo del tiempo, en función del descubrimiento de mejores elementos diagnósticos o de los vaivenes propios de la sistemática; se intenta exponer la relación más actualizada.

#### Microorganismos
- Algas: diatomeas (Amphora, Hantzschia, Surriella, Cyclotella, Anomoeoensis, Epithemia, Rhopalodia, Cocconeis, Pinnularia, Nitzschia), crisofíceas.

#### Vegetación
- Herbáceas: Poaceae, Asteraceae, Cichoriaceae, Fabaceae, Rumex, Plantago.
- Acuáticas: Cyperaceae, Nymphaeaceae, Polygonum, Ranunculaceae, Typha.
- Arbustos: enebro o sabina (Juniperus), Rosaceae, Cistaceae, Ericaceae.
- Árboles: pino (Pinus), aliso (Alnus), sauce (Salix), olmo (Ulmus), roble (Quercus), abedul (Betula), castaño (Castanea), avellano (Corylus), nogal (Juglans).

#### Artrópodos
- Ostrácodos (Candona, Cypris, Cypridopsis, Eucypris, Herpetocypris, Heterocypris, Ilyocypris, Leucocythere, Plesiocyrpdopsis, Potamocypris).

#### Peces, anfibios y reptiles
- Bermejuela (Chondrostoma arcasii)
- Sapo común (Bufo bufo)
- Sapo corredor (Bufo calamita)
- Sapillo pintojo meridional (Discoglosus cf. jeanneae)
- Ranita de San Antón (Hyla arborea)
- Sapo de espuelas (Pelobates cultripes)
- Sapillo moteado común (Pelodytes punctatus)
- Rana común (Rana perezi)
- Lagarto (Lacertidae indet.)
- Culebra de escalera (cf. Elaphe scalaris)
- Culebra de agua (Natrix sp.)

#### Aves
- Ganso común (Anser anser)
- Tarro canelo (Tadorna ferruginea)
- Ánade rabudo (Anas acuta)
- Ánade friso (Anas strepera)
- Serreta grande (Mergus merganser)
- Serreta mediana (Mergus serrator)
- Calamón (Porphyrio porphyrio)
- Focha (Fulica cf. atra)
- Avefría (Vanellus vanellus)
- Avutarda (Otis tarda)

#### Soricomorfos, roedores y lagomorfos
- Musaraña (Crocidura sp.)
- Topillo de las brechas (Microtus (Iberomys) brecciensis)
- Rata de agua meridional (Arvicola aff. sapidus)
- Ratón de campo (Apodemus aff. sylvaticus)
- Conejo (Oryctolagus sp.)

#### Carnívoros

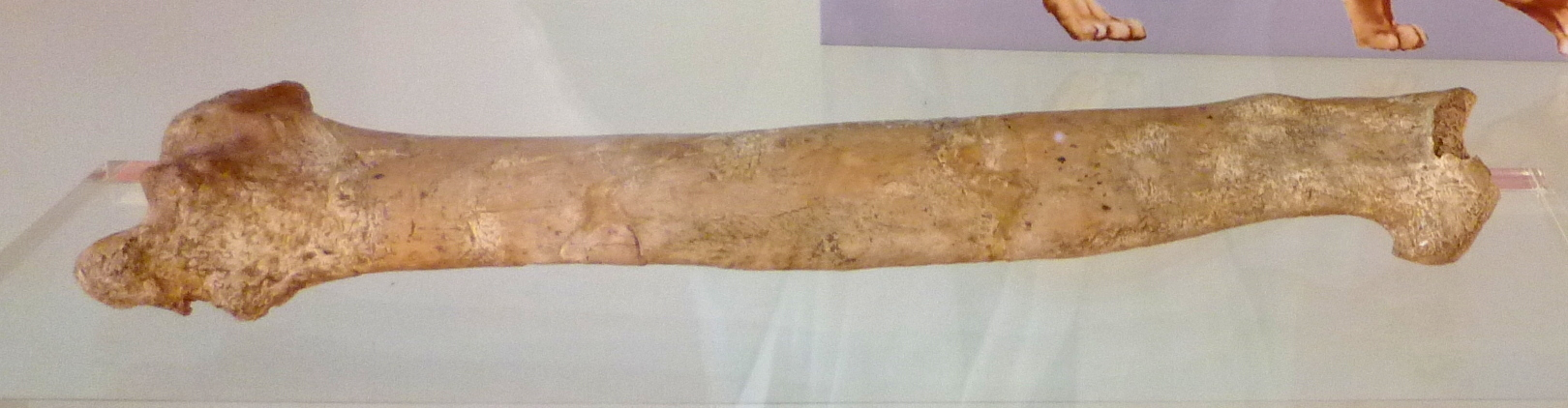
Radio de Panthera leo cf. fossilis de Ambrona.

- Hiena de las cavernas primitiva (Crocuta crocuta aff. praespelaea)
- León de las cavernas primitivo (Panthera leo cf. fossilis)
- Zorro (Vulpes sp.)
- Lobo de Mosbach (Canis lupus cf. mosbachensis)

#### Proboscídeos, perisodáctilos y artiodáctilos

Cráneo y defensas de Palaeoloxodon antiquus de Ambrona.

- Elefante antiguo de nariz tabicada (Palaeoloxodon antiquus platyrhynchus)
- Rinoceronte de nariz tabicada (Stephanorhinus hemitoechus)
- Caballo de Torralba (Equus caballus torralbae)
- Ciervo común europeo (Cervus elaphus)
- Gamo (Dama cf. dama)
- Corzo (Capreolus sp.)
- Ciervo de grandes cuernos (Megaloceros aff. savini)
- Toro antiguo (Bos antiquus) o toro primitivo (Bos primigenius)

#### Primates
- Macaco indeterminado (Macaca indet.), identificado por Aguirre y Fuentes Vidarte sobre un único diente, hoy desaparecido, hallado en Torralba.[28][10]
- ¿Hombre de Heidelberg? (?Homo heidelbergensis). Sin restos óseos en los yacimientos, se identifica la presencia humana por la industria lítica y las marcas de actividad en huesos de elefante. La especie se infiere únicamente por correlación con el yacimiento Sima de los Huesos de Atapuerca, de edad similar.[9]

### Paleoecología
La vegetación, identificada por el polen en los diferentes niveles, muestra la evolución del paleoambiente durante la sedimentación de los mismos, que en general corresponde a medios fluvio-lacustres bajo un clima templado, más suave y húmedo que el actual. Para los tramos inferiores de la secuencia (AS1 a AS5) se infiere un ambiente inicial con gramíneas, árboles de ribera (aliso, sauce y olmo) y pocos pinos, tras el que se desarrolla un ambiente de páramos con enebros, alternando, con un incremento hacia el final, con bosques de pinos. El nivel AS6 está caracterizado por el dominio casi exclusivo de los pinares, pero a techo, se refleja finalmente el regreso de los páramos con enebros y gramíneas (Poaceae).
Las diatomeas indican que durante la sedimentación de las unidades AS4 y AS5 la salinidad aumentó en la laguna y que la capa de agua fue algo mayor respecto a las unidades precedentes —las sales serían aportadas por los sedimentos de las facies Keuper infrayacentes y que rodean toda la zona—. Para la unidad AS6 muestran que se mantiene una salinidad media-alta, pero con menor capa de agua, disminuyendo hasta desaparecer hacia el techo de la unidad.
El ostrácodo Leucocythere mirabilis, presente en toda la secuencia (AS1 a AS6), indica condiciones de aguas oligotróficas. Por otro lado, la salinidad de las aguas no pudo ser muy elevada, según señala la presencia de determinados ostrácodos.
El conjunto de anuros indica un ambiente más benigno que el actual, con veranos menos secos e inviernos menos fríos. La edad (estado de desarrollo ontogenético) de algunos ejemplares indica que la muerte les sobrevino entre el mes de marzo y el verano, más probablemente en primavera.
La bermejuela, el único pez hallado en estos yacimientos, indica un pequeño curso fluvial o laguna no muy extensa.
Alguna de las aves encontradas son propias de zonas lacustres con espesa vegetación marginal, pero no han aparecido restos de ninguna especie buceadora, indicio de que la laguna sería somera, de escasa profundidad.
Los mamíferos indican ambientes forestales (Cervus, Dama, Capreolus) y zonas abiertas con praderas (Microtus brecciensis, Palaeoloxodon, Stephanorhinus, Bos, Dama, Capreolus), con áreas de agua abundante (Arvicola, Palaeoloxodon) y clima más templado y húmedo que el actual.

### Biocronología
Algunos mamíferos pleistocenos pueden aportar cierta resolución biocronológica, y los representados en Torralba y Ambrona presentan la asociación y características típicas de mediados del Pleistoceno medio, entre 400 000 y 300 000 años aproximadamente (dentro de la edad Chibaniense, que duró desde 781 000 a 126 000 años antes del presente). El marcador temporal más característico es el topillo Microtus (I.) brecciensis, que en Ambrona presenta algunos caracteres primitivos, al igual que Palaeoloxodon antiquus y Bos primigenius, anteriores a las poblaciones registradas en yacimientos de finales del Pleistoceno medio. Por otro lado,  Arvicola aff. sapidus, de Ambrona, presenta rasgos que indican una edad posterior a los inicios del Pleistoceno medio, coincidiendo con lo indicado por la presencia de Palaeoloxodon.
Otros yacimientos, con similar asociación faunística de mamíferos o estado evolutivo de las especies significativas, son los de Áridos (Arganda del Rey) y algunas terrazas del río Manzanares (Madrid), Pinedo (Toledo), El Higuerón (Rincón de la Victoria, Málaga) o Solana del Zamborino (Fonelas, Granada).

### Tafonomía
Los restos óseos de los grandes mamíferos se encuentran, en general, dispersos, erosionados y fragmentados, evidenciando arrastre por transporte fluvial, aunque en los sedimentos arcillosos o limosos suelen encontrarse elementos en conexión anatómica, con poco o nulo transporte (acumulación primaria), y sin marcas de la acción de predadores o carroñeros, incluso la osamenta de un ejemplar de elefante (en la denominada concentración «α») está prácticamente completa. Por otro lado, hay evidencias de manipulación humana en algunos huesos de elefantes: ciertas fracturas y marcas de corte por instrumentos líticos para descarnación.
Las abundantes acumulaciones de restos de elefante en Ambrona son compatibles con los conocidos popularmente como «cementerios de elefantes». En estos lugares, próximos a fuentes de agua, se suelen acumular cadáveres, principalmente de elefantes, pero también de otros mamíferos, y han sido bien estudiados en los parques africanos. En este entorno se produce el pisoteo y fragmentación de los restos expuestos o semienterrados por parte de elefantes u otros mamíferos, que siguen acudiendo a las fuentes de agua. En Ambrona, la curva de mortandad de los elefantes también encaja en este modelo, parece indicar muertes por causa natural y no presenta el sesgo típico debido a caza selectiva.
De las excavaciones de Howell en Ambrona se ha descrito la alineación de una defensa y cinco huesos largos de elefante de difícil interpretación y en la que se ha querido ver, sin ninguna justificación, algún tipo de ritual.
Los elefantes son los mamíferos más representados en todos los niveles fosilíferos, excepto en los niveles AS6 de Ambrona (miembro medio), en el que solo aparecen restos de caballo, y Va de Torralba (complejo superior), en el que el caballo es netamente predominante sobre el resto.

## Arqueología

### Industria lítica

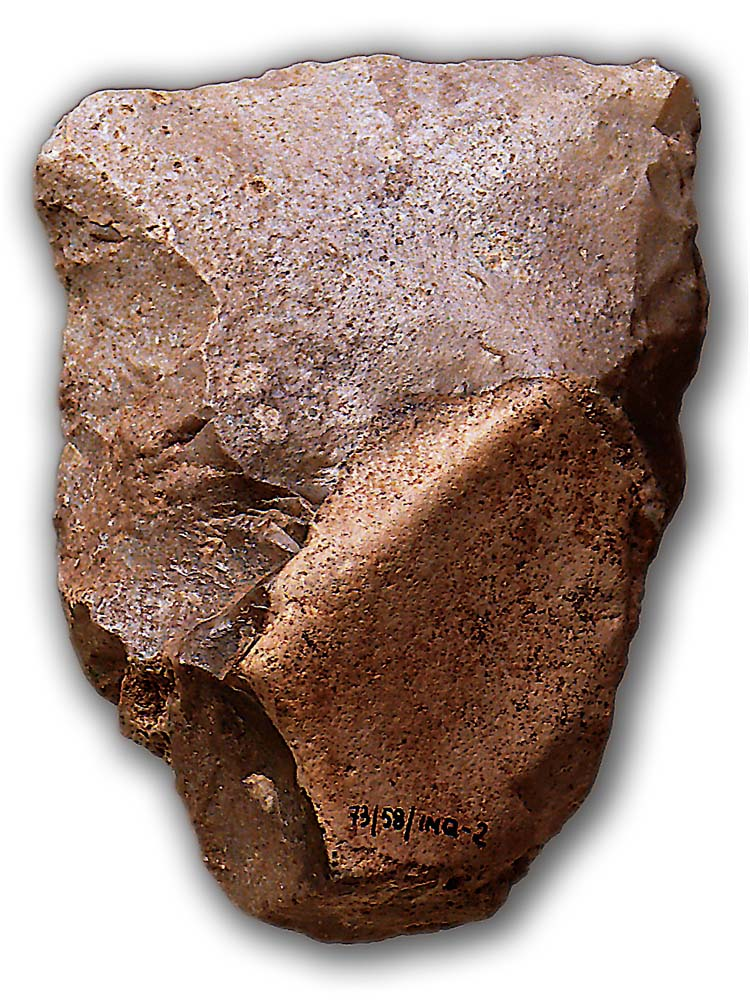
Hendedor de Torralba.

La industria lítica recuperada de estos yacimientos ha sido muy numerosa, aunque en relación con los volúmenes excavados puede considerarse escasa. Corresponde al tipo Achelense primitivo tardío o Achelense medio antiguo, datada en el Pleistoceno medio «pleno».
La tipología es diversa: bifaces, hendedores, raederas, denticulados, perforadores, cuchillos de dorso o buriles, entre otros. Los materiales son muy variados: sílex, cuarcita, caliza y cuarzo, de distintas procedencias, algunos transportados desde largas distancias (sílex y cuarcita) y otros aprovechando los disponibles en la zona (caliza y cuarzo).
Entre el 20 % y el 65 % de las piezas, según los niveles, parecen no estar erosionadas, mientras que el resto muestra señales de rodamiento ligero, por acumulación secundaria, con pocos elementos muy rodados. No hay evidencias de fabricación in situ, únicamentes de retoques secundarios, y principalmente en los elementos de cuarcita.

### Industria ósea
La existencia o no de industria ósea a partir de huesos y defensas de elefante en estos yacimientos es muy controvertida.
Por un lado Villa y colaboradores, basándose en el análisis tafonómico de los tipos de roturas y alteraciones superficiales de los huesos niegan la existencia de industria ósea, al menos para el yacimiento de Ambrona, dejando Torralba con indeterminación. En los yacimientos se han recolectado más de cincuenta puntas de colmillos de elefantes jóvenes, después de casi un siglo de excavaciones, que estos autores interpretan como resultado de la rotura natural durante la actividad de los animales en el descortezamiento de árboles o el escarbado del terreno buscando agua, al igual que sucede con los elefantes actuales.
Por otro lado Aguirre, entre otros, mantiene que es muy probable una cierta industria rudimentaria de triedros y otros elementos óseos dotados de puntas y filos. Asimismo, Aguirre interpreta las puntas de marfil de las defensas como posibles percutores blandos, seleccionadas y preparadas a propósito por el hombre para su uso en la talla lítica. Estas afirmaciones están basadas en la experimentación directa con huesos de elefantes actuales y comparando los resultados con las marcas de rotura y pulido de algunos elementos óseos de los yacimientos, con filo o aguzados y con las marcas de pulido por percusión en las puntas de defensas, así como en la relativa abundancia de estas últimas frente a defensas completas.

## Museo paleontológico

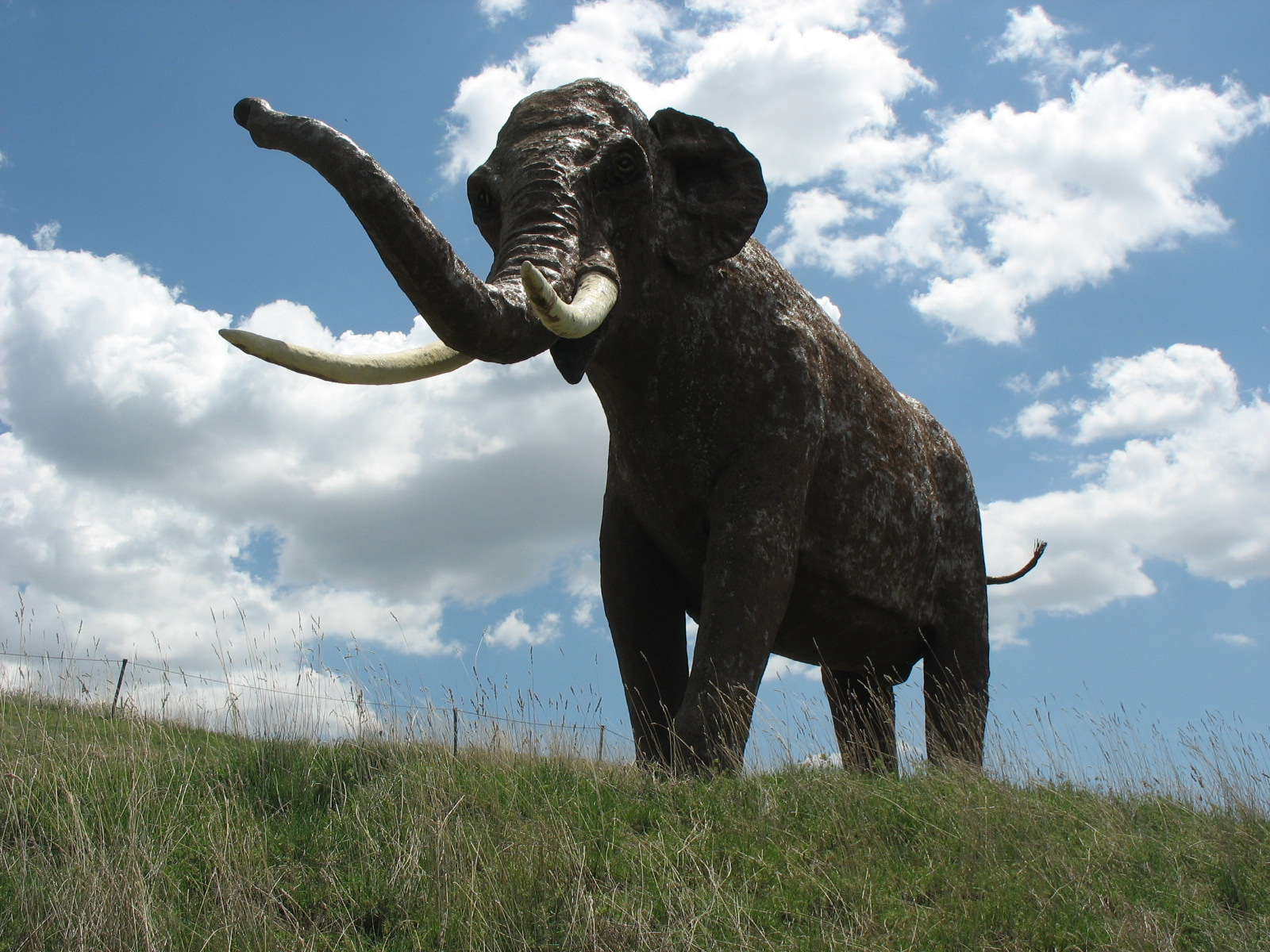
Recreación a tamaño natural de Palaeoloxodon antiquus próxima al museo.

Existe un pequeño museo en Ambrona construido directamente sobre el yacimiento, que muestra, in situ, parte del material tal y como fue encontrado. El museo depende actualmente del Museo Numantino de Soria. 
Fue ideado por Aguirre en 1963, para lo que Howell reservó una zona de las excavaciones de la que no se extrajeron los fósiles hallados. Aguirre y Echaide diseñaron el proyecto, que se terminó de construir en noviembre de aquel mismo año. Fue el primer museo de estas características que se abrió en Europa. Diez años más tarde Aguirre consiguió, además, que se realizara una carretera que facilitara una ruta de propósito turístico-cultural entre la Nacional II, el museo de Ambrona y Sigüenza. En 1985 se construyeron los laboratorios y una sala de exposición al público, en la que se muestra material que estaba depositado en otros museos.
Posteriormente se incorporó en el exterior del museo la figura, poco realista, de un Palaeoloxodon antiquus a tamaño natural.

## Otras exposiciones
- Además del citado museo de Ambrona, albergan y exponen material procedente de estos yacimientos el Museo Nacional de Ciencias Naturales, el Museo Arqueológico Nacional y el Museo Arqueológico Regional de la Comunidad de Madrid.
- En 2005 se realizó una extensa exposición temporal monográfica sobre los yacimientos de Torralba y Ambrona en el Museo Arqueológico Regional de la Comunidad de Madrid, en Alcalá de Henares, acompañada de la edición de un libro profusamente ilustrado patrocinado por las comunidades de Madrid y Castilla y León.[9]